# روستوف
روستوف (به روسی: Росто́в) شهری در استان یاروسلاول روسیه و یکی از کهن‌ترین سکونت‌گاه‌ها و مرکز مهم گردشگری در این کشور است. این شهر بر کرانهٔ دریاچه نی‌یرو در ۲۰۰ کیلومتری شمال شرقی مسکو جای‌گرفته‌است. برپایه سرشماری سال ۲۰۲۱ جمعیت این شهر ۳۰٬۴۰۱ تن برآورد شده‌است.
با وجود این که نام رسمی این شهر روستوف است، معمولاً میان روس‌ها با عنوان «روستوف ولیکی» (Ростов Великий - به معنی روستوف بزرگ) شناخته می‌شود تا میان آن و شهر بسیار بزرگ‌تر روستوف-نا-دونو در ساحل شمال شرقی دریای آزوف تمایز ایجاد شود.

## تاریخچه
به درستی دانسته نیست که وایکینگ‌ها این شهر را پایه‌ریزی کردند یا این شهر مرکز قبیلهٔ مریا بوده‌است. نخستین باری که در تاریخ از این شهر نام برده شده‌است در ۸۶۲ میلادی بوده‌است. در سده سیزدهم میلادی روستوف مرکز یک شاهزاده‌نشین بود. در ۱۴۷۴ میلادی این شهر به دوک‌نشین بزرگ مسکو پیوست. در آینده روستوف به یک مرکز آیینی مسیحی مهم بدل گشت.
میان سده‌های ۱۳ و ۱۴ میلادی مغولها این شهر را به تاراج بردند. سپس در ۱۶۰۸ لهستانی‌ها کار مغول‌ها را تکرار کردند.

## نگارخانه

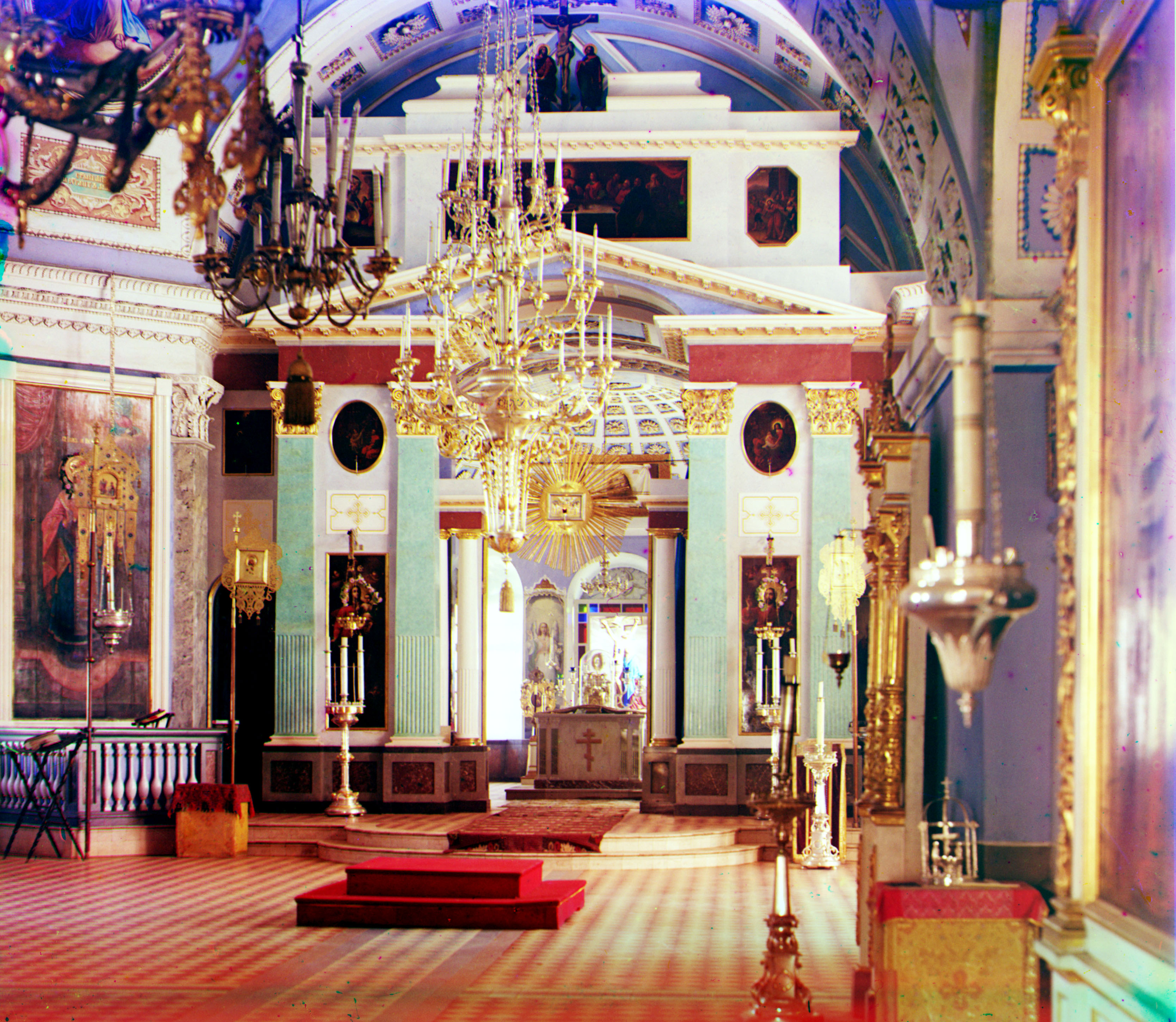
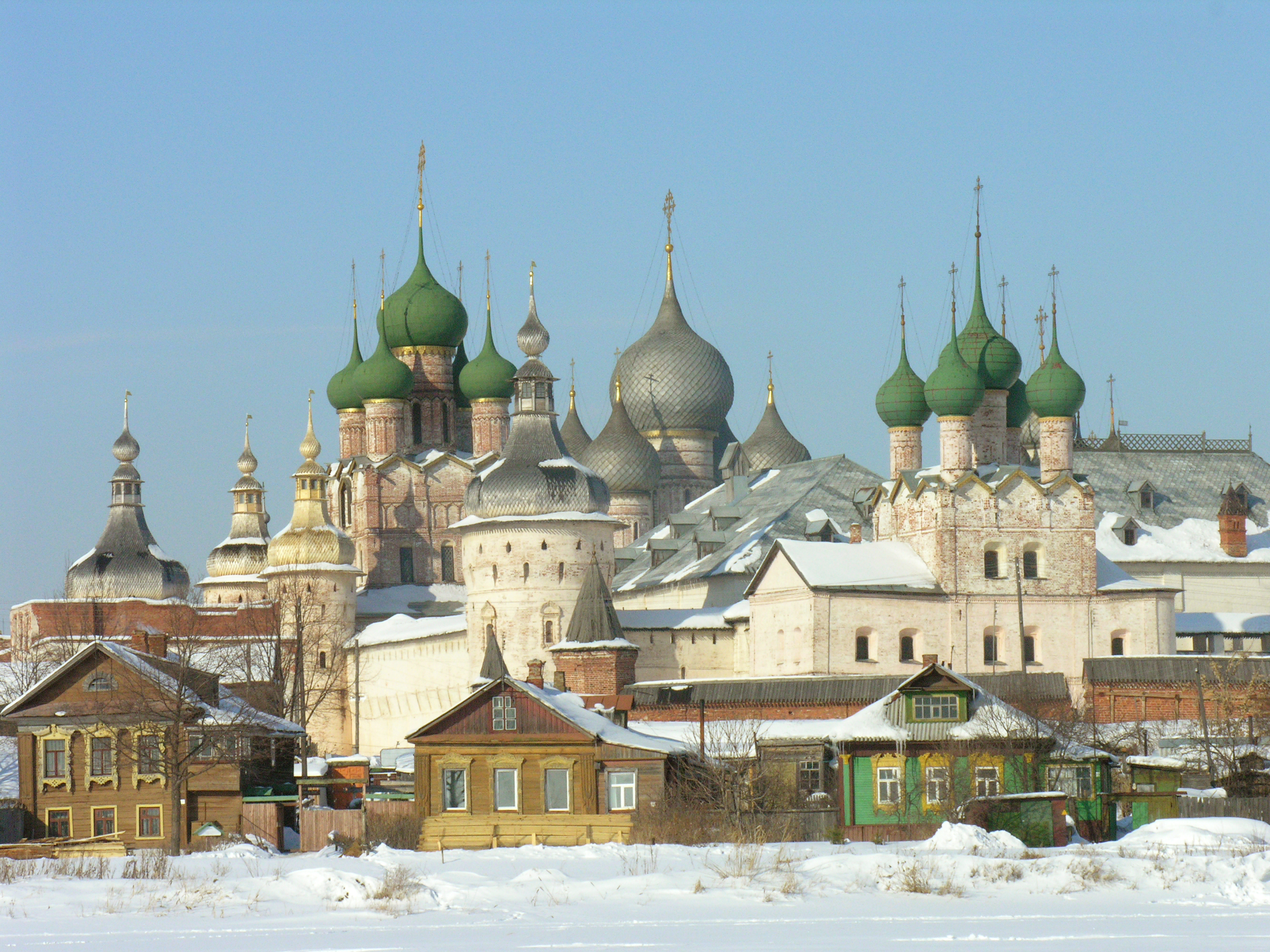
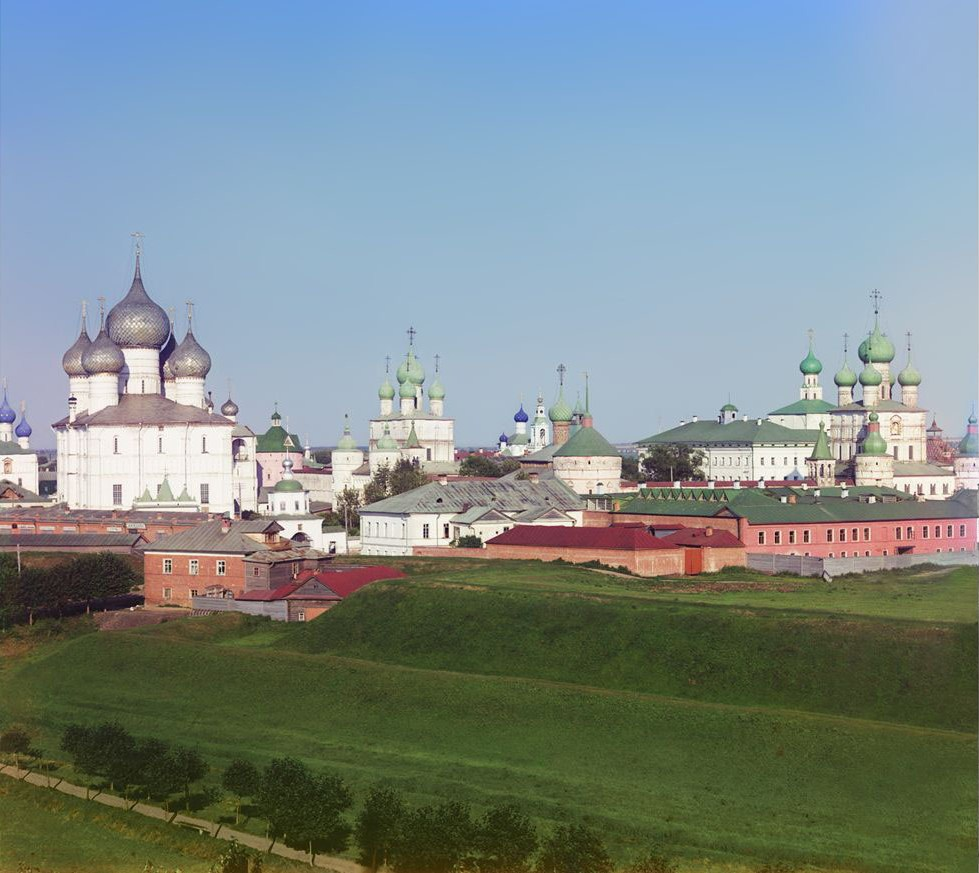
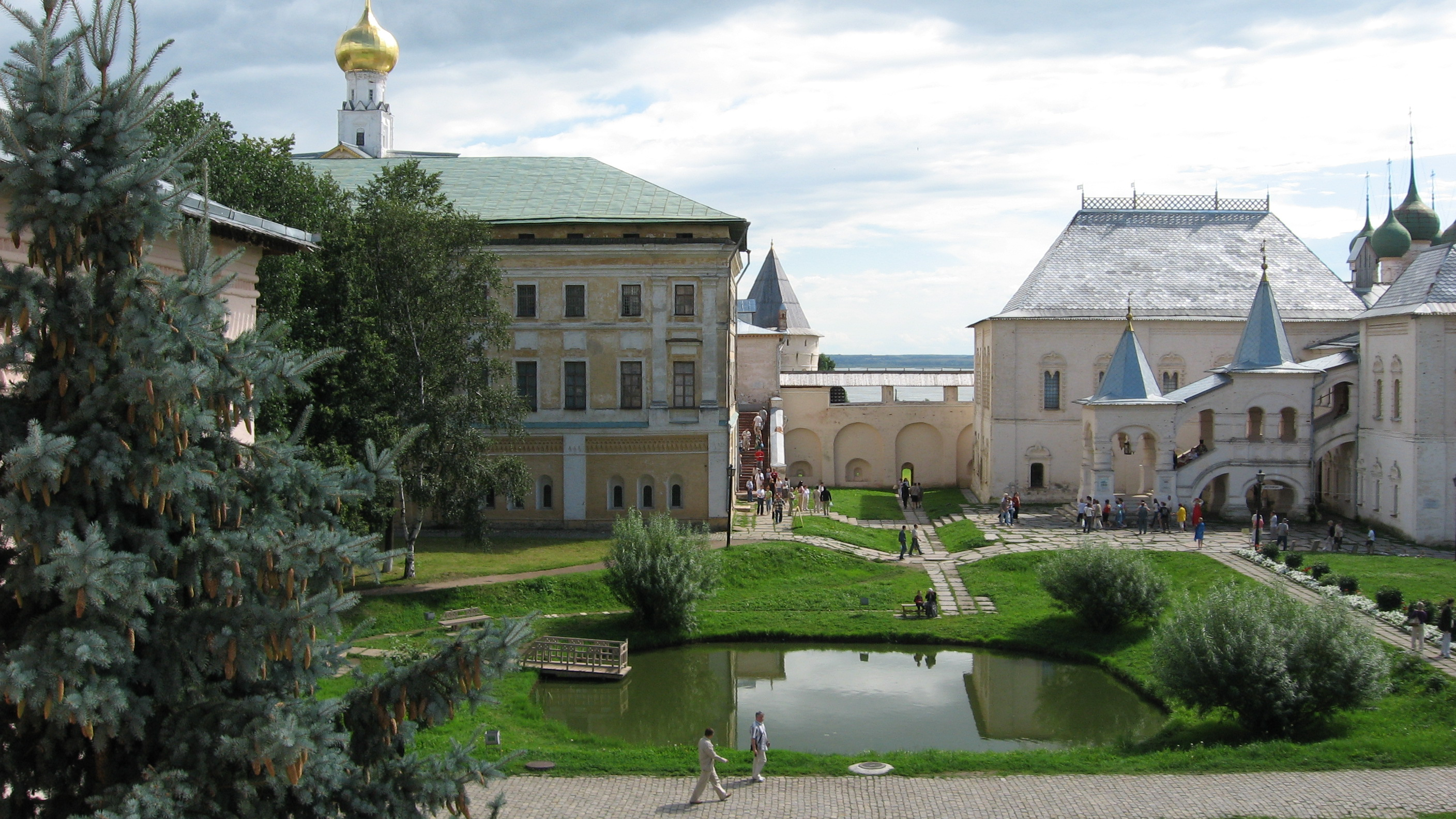
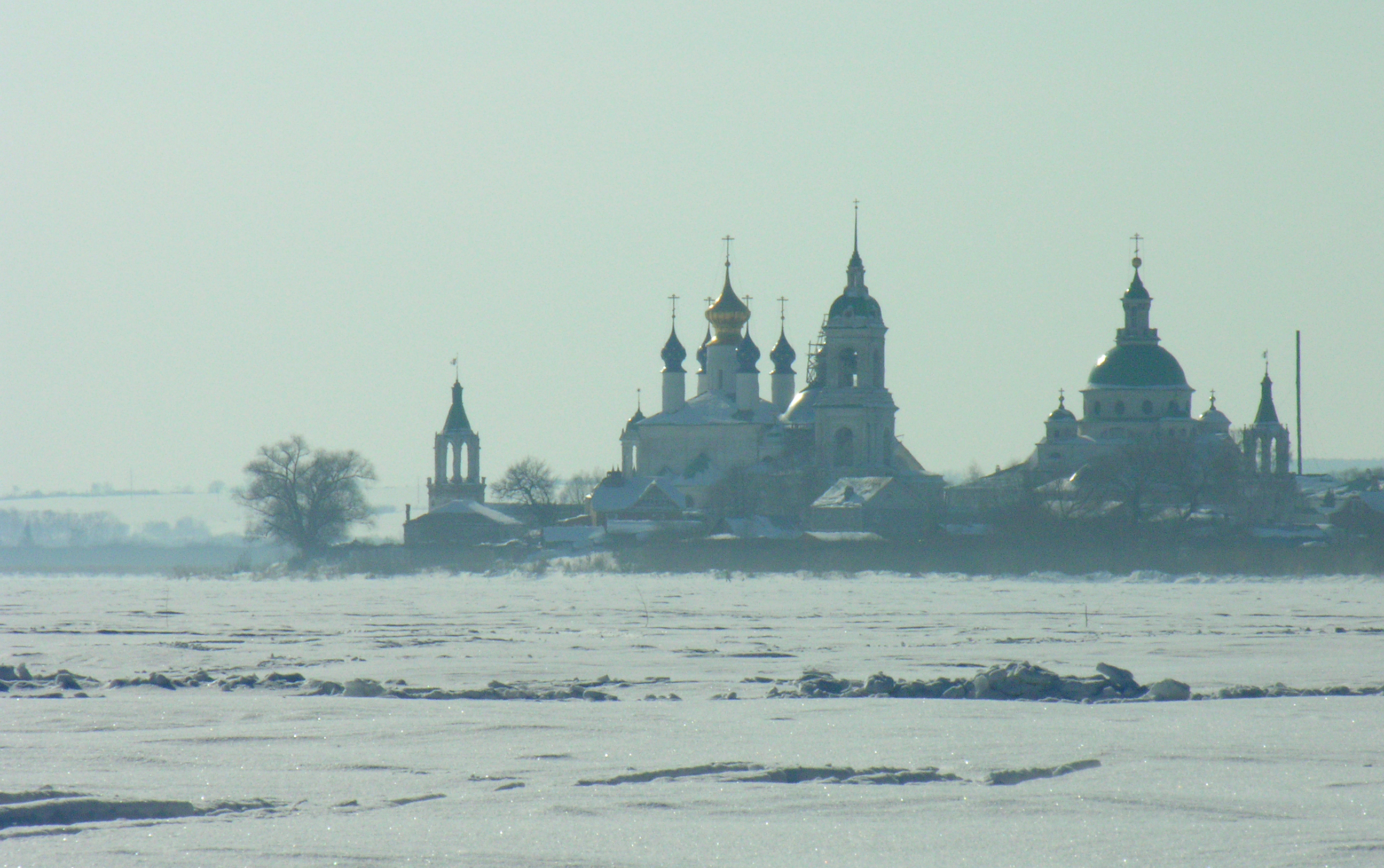